# 文藝復興全盛期

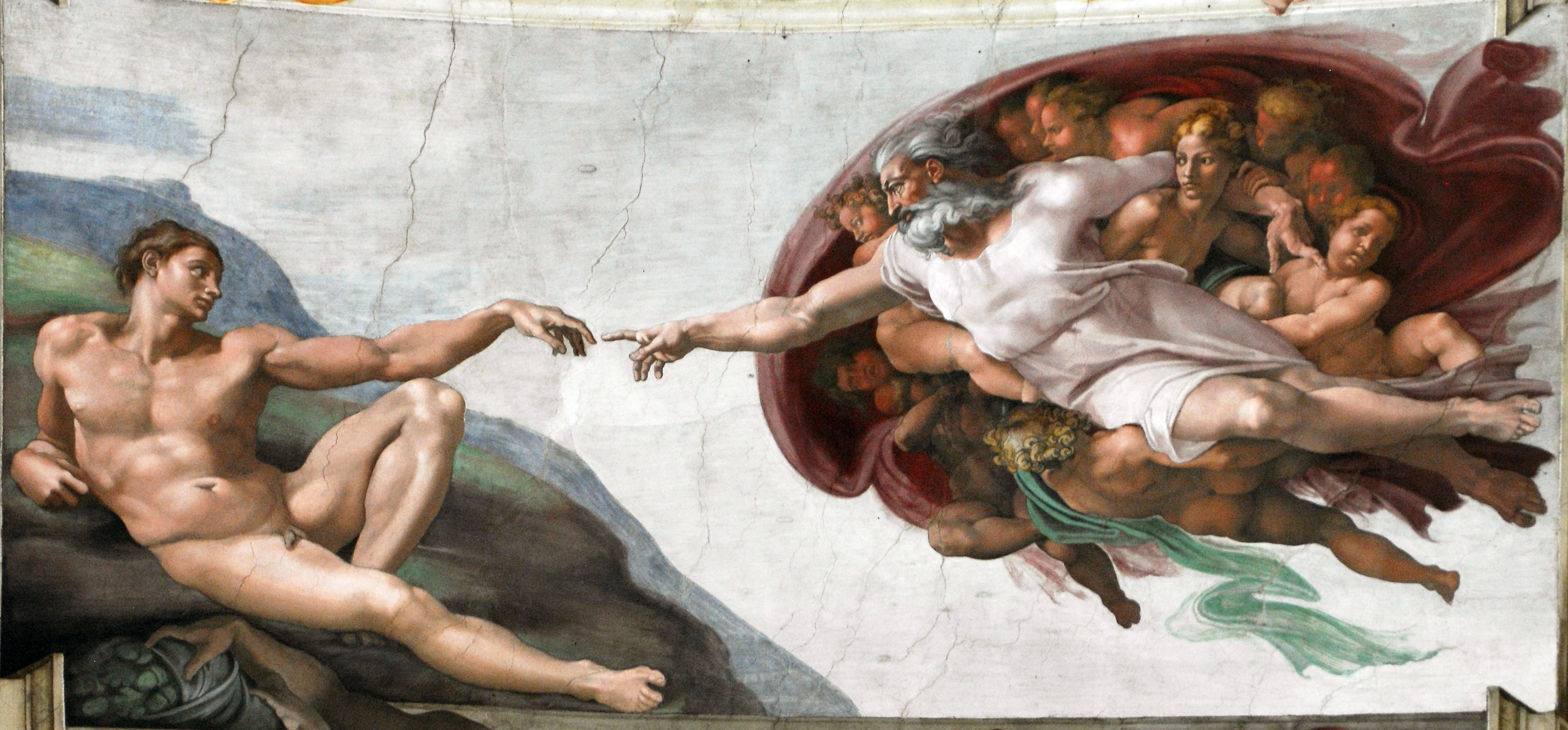
《創造亞當》，米開朗基羅，1511至1512年

文藝復興全盛期指的是藝術史上意大利文藝復興的全盛時期，這一時期起始於達芬奇《最後的晚餐》繪成、洛倫佐·德·美第奇逝世的1490年代，結束於1527年的羅馬之劫。“文藝復興全盛期”一詞最早出現於19世紀早期的德語中，為“Hochrenaissance”，後者來源於約翰·約阿希姆·溫克爾曼的著述。有學者認為這個術語過度關注個別事物，過於簡化。
文藝復興全盛期的教皇國處於教皇儒略二世治下，這一時期的藝術家包括了達芬奇、米開朗基羅和拉斐爾這三位巨匠，他們的作品也是這一時期作品的典範。這些作品有著細緻的人物刻畫、並有復古的風格。這一時期的建築風格則以羅馬式建築坦比哀多教堂為代表。

## 外部連結
- Toward The High Renaissance at Smarthistory. （页面存档备份，存于）